# .am
.amはソビエト連邦の共和国を前身にもつ、アルメニア共和国に割り当てられている国別コードトップレベルドメイン(ccTLD)。

## 登録
.amへの登録は、ISOC-AMにより行われる。これは、インターネット協会のアルメニアでの集まりである。
規定に関して
- .com.am、 .net.am、 .org.am等の様な予約名を除いて、世界中の誰でも代金を払えば.amドメインに登録可能。
- 各ドメイン名は、審査が必要。通常、審査は実働2,3日必要となる。
- 宗教的な理由で、アルメニアの法律では、わいせつなサイトに使用するドメイン名を禁止している。
- AM-NICは、グローバルDNS系にIPv6に互換性のあるアドレスへ移行しようとしている。
- Unicodeへの互換性のある名前は、IPv6に関係した全ての問題が解決するまで、AM-NICでは制定されていない。

料金は、アルメニア国内なら、年間13,200ドラム、アルメニア国外であれば年間50ドルである。

## ドメインハックに使用される.amドメイン
.amドメイン名は、AMラジオ関連が有名で（同様の国別コードとして、.fm、.tv、.cd、.dj等がある）経済的価値がある。その様な国別コードの慣習にとらわれないドメイン名の使用はドメインハックに利用される。